# イギリス領マラヤ

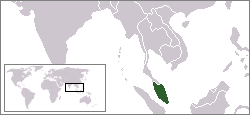
1909年〜1946年の英領マレー

イギリス領マラヤ（イギリスりょうマラヤ、英: British Malaya）は、18世紀から20世紀にわたりマレー半島とシンガポール島に存在した海峡植民地とその他の地域からなるイギリス支配下の連邦。
日本国内に現存する公的資料では、英領マレーとされている。

## 概要
英領マレーの範囲は、北端が北緯6度43分、南端が北緯1度15分、東端が東経104度17分、西端が東経100度7分である。マレー半島南部のほか、ボルネオ東岸の一島峡、インド洋の一島峡一諸島から成り立ち、行政上は、海峡植民地（Straits Settlements）、マレー連邦（マレー連合州、Federated Malay States）、マレー非連邦（非連合州、Unfederated Malay States）と概ね3種に区分される。海峡植民地は、イギリスの直轄植民地（Crown Colony）であるが、その他はイギリスの保護領（Protectorate）である。
| 海峡植民地   | イギリス本国の直轄地                                                               | シンガポール、マラッカ、ペナン、ココス島、クリスマス島、ラブアン島 |
| マレー連邦   | イギリスの海峡植民地総督の下で連邦を組織                                           | ペラ、セランゴール、ネグリ・セムビラン、パパン                     |
| マレー非連邦 | イギリスの顧問が条約締結により統治に参加、連邦を組織せず地域間の相互協力を有しない | ジョホール、ケダー、ペルリス、ケダン、トレンガヌー                 |

### 海峡植民地

#### マラッカ
マラッカは、1365年、マジャパヒト王国の侵略を受けたシュリーヴィジャヤ王国のパラメスワラ王子によって建国されたマラッカ王国に起源を発し、15世紀初頭には、重要な独立国家として知られていた。
1511年には、ポルトガルのアフォンソ・デ・アルブケルケがマラッカに侵略（マラッカ占領）してポルトガル領マラッカを築き、東アジアにおける最古のヨーロッパ人植民地のひとつとなった。
その後、オランダ東インド会社を設立してアジアに進出したオランダは、オランダ・ポルトガル戦争の一環として行われたマラッカの戦いの結果、ポルトガルに勝利し、1641年に、マラッカからポルトガルを駆逐し、オランダ領マラッカを築き、以後、1世紀以上にわたるオランダの支配権を確立した。
ところが、フランス革命戦争が勃発して、オランダ本国がフランス革命軍によって占領されると、1795年には、マラッカをはじめとするオランダ領東インドは、イギリスの支配するところとなり、イギリス東インド会社の前線となった。
1818年には、イギリスからオランダに対してマラッカが一時的に返還されたものの、1824年の英蘭協約によって、マラッカ海峡を境に植民地の交換が行われ、マラッカを含むマレー半島においては、イギリスの支配権が確立することとなった。
マラッカは、ポルトガルによる占領当時、東アジアにおける貿易の一大集散地であったが、ポルトガルとマレー半島及び隣接諸国との通商が発達するに伴い、マレー半島及びスマトラ島との貿易を除いては、漸次、その価値が低下し、1786年にペナンが開港すると、マラッカの重要性は失われた。

#### ペナン
ペナンは、マレー半島におけるイギリスの最古の植民地であり、1786年にイギリス東インド会社が6000ドルの年金の支払を条件として、ケダーのラージャ（スルターン）から割譲を受けたものである。さらに、1800年には、海賊の跋扈を口実に、年金額を1万ドルに増額して、対岸のウェレズレー（Province Wellesley、現在のセベラン・ペライ。）についても割譲を受けた。
1826年には、シンガポール及びマラッカとともに海峡植民地を構成し、ペナンに政庁が置かれたが、1836年には、シンガポールに政庁が移転した。
1826年、海賊鎮圧を名目に、イギリスは、パンコール島（Pangkor）及びスンビラン島（Sembilan）を奪取し、1874年には、パンコール条約によって、対岸のディンディンス（Dindings、現在のマンジュン郡。）を獲得した。ただし、ディンディンスについては、1934年6月6日、ペラに返還された。

#### シンガポール
シンガポールは、スマトラ島からの移住者によって建設されたと伝えられており、1819年にトーマス・ラッフルズがジョホール王国から割譲を受けるまでは、無住の地であった。シンガポールは、初め、ベンクーレン（Bencoolen）に従属していたが、1823年にベンガル政庁の下に置かれ、1826年には、マラッカとともに連合植民地会議（Council of the Settlements）の下に置かれた。

#### ココス諸島
ココス諸島（別名キーリン諸島（Keeling Islands））は、1857年、イギリス領と宣言され、1878年10月3日付け大勅書（Letters Patent under His Signs Manual and Signet）によって、セイロン総督の管下に置かれ、1886年2月1日付け大勅書によって、海峡植民地総督の下に移管され、1903年、海峡植民地に併合され、シンガポールの一部となった。

#### クリスマス島
クリスマス島は、1888年6月6日、海峡植民地に併合され、1889年1月8日付け大勅書によって、海峡植民地総督の管下に置かれ、1900年、シンガポールの一部となった。

#### ラブアン島
ラブアン島は、1846年、ブルネイ帝国からイギリスに割譲され（ラブアン条約）、1889年末まで独立の直轄植民地（ラブアン直轄植民地）として統治されたが、1890年1月1日以降、イギリス領北ボルネオの北ボルネオ会社が管理するところとなった。1905年末、海峡植民地総督がラブアン総督に任命され、1906年末の大勅書によって、1907年1月1日をもって海峡植民地に併合され、シンガポールの一部となった。さらに、1912年、再び、独立の植民地に復活した。

### マレー連邦

#### 連邦成立前

##### ペラ
ペラは、17世紀からアチェ王国の影響が強まり、1636年以降、アチェ王国から派遣されたムザファル・シャー2世がペラの王統を継承して統治した（en:Sultan of Perak）。1650年以降、オランダ人はペラ川の河口に商館を建設し、ペラが輸出する錫を独占しようとして、ついに、1765年、スルターンと条約を締結して錫貿易に対するオランダの独占が認められた。
19世紀の初頭には、イギリスの勢力がペラに及び、1818年にはペナンとの間で条約を締結して、ペラにおける自由貿易が認められた。1825年には、イギリスがペラとスランゴールとの紛争を調停し、両者の間の国境が確定された。1826年には、イギリスとシャム（タイ）との間でバーネイ条約が締結され、ペラとスランゴールの独立が承認された。ペラのスルターンは、シャムへの朝貢が認められたが、イギリス東インド会社との間でも条約を締結し、海賊鎮定の足場として、ディンディンス及びパンコール島がイギリス東インド会社に割譲され、もっぱらイギリスの保護を受けることとなった。
錫鉱が発見されたラルート（現在のタイピン）地方においては、1861年から1874年にかけて、中国人鉱業者間で闘争が繰り広げられた（ラルート戦争）ため、1874年1月20日、海峡植民地総督アンドリュー・クラークは、ペラの指導者との間でパンコール条約を締結し、イスラーム及びマレーの慣習に関するものを除き、一切の問題に関し、顧問たるべきイギリス人知事を駐在させることとし、アブドゥラ・ムハンマド・シャー2世をスルターンとして承認した。そして、1875年に初代知事のジェームズ・W・W・バーチが殺害されると、イギリスは軍隊を派遣し、スルターン及び関係する指導者を追放し、まもなくこれを鎮定した。（ペラ戦争）
なお、ディンディンスは、1935年に、再びペラに返還された。

##### スランゴール
スランゴールの一部は、14世紀ころ、クランと呼ばれ、ジャワ島のマジャパヒト王国に隷属していたが、15世紀に至り、マラッカのベンダハーラ（総理大臣）家のトゥン・ペラが首長に任じられ、スルターンのマンスール・シャーの王子がランガ（Langat）に近いジェラム（Jeram）の支配者となった。オランダ人は、錫の購入を目的として、クアラ・スランゴールとクアラ・リンギ（Kuala Linggi）に商館を開いた。
1718年、ジョホールの王女を娶ったデーン・チェラがクアラ・スランゴールに移住し、その子のサレハディンがペラのスルターンによってスランゴールのスルターンと認められたことから、以後、その子孫がスルターンの位を継承することとなった（en:Sultan of Selangor）。
しかし、1783年に至り、オランダ人は、クアラ・スランゴールを封鎖し、スルターンに宗主権を認めさせた。
次いで、1818年には、スルターンがペナンのイギリス東インド会社との間で通商条約を締結し、スランゴール内戦が起きると、スルターンは、1874年に、イギリス人知事を迎え、スランゴールをイギリスの保護下に置くことに同意した。

##### ネグリ・スンビラン
ネグリ・スンビランは、9つの藩王国の連合であって、そのうち、スンゲイ・ウジョン（現在のスレンバン）（Sungei Ujong）、ジェレブ（Jelebu）、ジョホル、レンバウは比較的大規模であるが、ウル・ムアール、ジェンプル、テラチ、グノン・パシル、イナは狭小である。
1365年のジャワの頌徳詩ナガラクレタガマによれば、スンゲイ・ウジョンは、ジャワのマジャパヒト王国に隷属していたが、15世紀には、マラッカの支配下にあった。また、9藩の住民は、ほとんど全てがスマトラのミナンカバウ（Minangkabau）地方からの移民で、ポルトガル人の説によれば、その移住は16世紀に始まったとされる。
1641年、オランダ人及びジョホール・マレー人（Johore Malays）は、ポルトガルからマラッカを奪取した。ジョホールは、1773年に至るまで、ネグリ・スンビランの指導者であったが、同年、4つの大州の指導者がスマトラからイャン・ディ・プルトゥアン・ブザルの祖であるラジャ・ムルワールを伴って来た。
1874年に至り、スンゲイ・ウジョンの指導者であるダト・クラナ（Dato' Klana）は、イギリスの助力を得て支配を行い、イギリス人知事を迎え、また、1883年には、ジェレブ及びレンバウがイギリス人顧問の派遣を要請し、1887年にこれが実現した。スリ・メナンティ、タンピン、レンバウは、1889年、知事の派遣を要請し、「旧ネグリ・スンビラン」と呼ばれる連合の建設を協定し、ついに、1895年、連合の知事は、その管轄をスンゲイ・ウジョン及びジェレブに拡張し、「ネグリ・スンビラン」が構成された。そして、1898年には、スリ・メナンティの指導者が、名目上の指導者に選ばれた。

##### パハン
パハンは、南宋の趙汝适の諸蕃志によれば、スマトラの仏教国であるシュリーヴィジャヤ王国に隷属していたとされる。後に、パハン及びティオマン島は、マジャパヒト王国に攻略された。
15世紀に至り、マラッカのスルターンであるマンスール・シャーは、パハンの支配者を捕らえて、その娘を娶ったが、1699年にマラッカの旧王家が滅亡するまで、その分家であるパハンの王家（en:Sultan of Pahang）は、数名の支配者をジョホールに送っていた。後に、ジョホールの新王家は、パハンの宗主権を掌握するに至った。
1887年、フレデリック・ウェルドは、パハンのベンダハーラ（総理大臣）と条約を締結し、外敵からの攻撃に対して援助を与える旨を約し、パハンの首都に駐箚官を置くこととし、ベンダハーラに対してはスルターンの称号が与えられた。次いで、1888年には、スルターンがイギリスの保護を求め、ここに、知事の任命をみることとなった。

#### 連邦の成立
連邦制が現実の問題として取り上げられるに至ったのは、1893年のことである。当時の植民地大臣ジョージ・ロビンソンと海峡植民地総督セシル・クレメンティ・スミスの間では、連邦制を要望することにおいて意見の一致をみたが、ロビンソンがスランゴールとネグリ・スンビランからなる小さな連邦を企図したのに対し、スミスは広範な連邦を実現すべき機運が熟していることを察知していた。しかし、翌1894年にチャールズ・ミッチェルが総督に就任し、再び植民地大臣に対して注意喚起をするまでは、何らの措置もとられなかった。
新提督のミッチェルは、前総督のスミスと同様に、中心的権力の欠如が4州にそれぞれ司法、財政等の重要問題に関して独自の立場をとらせることとなって、これらを一致させることが不可能であると説き、海峡植民地総督が兼任する高等弁務官（High Commissioner）の下に統監（Resident-General）が広範な自由裁量権を有し、しかも、統監は、各藩の知事（Resident）を介してのみ行動すべく、立法は、全てこれを各藩の参議会（State Council）の手に委ねて、さらに、各藩別に官吏を任用するのではなく、連邦全般に通じる官吏制度を確立して、これを連邦の部局長の指揮下に置き、部局長は統監の指揮下に入るべき旨を提案した。しかし、財政の統一は、策を得たものではないと考えた。
この提案は、植民地大臣が認めるところとなり、当時のペラ知事であるフランク・スウェッテナムは、各藩の支配者の同意を得べき任務を託されたが、スウェッテナムは、その意見書において、連邦条約によって各藩とその支配者を結合するにあたっては、支配者が現に享有している権力及び特権を少しも毀損せずに、かつ、自治権を縮小することがないようにすることを要する旨を主張した。
こうして、スウェッテナムは、1895年7月中に、全支配者の同意を得ることに成功し、その結果、マレー連邦条約（Treaty of Federation）が成立した。この条約は、まず、連邦の成立を宣言した上で、「前記支配者は、海峡植民地総督の下に、イギリス政府を代表する統監と称するイギリス人官吏を迎えることに同意する。支配者は、その統監に対して相当な官邸を供与し、イギリス政府が定める俸給を支給し、イスラームに関するものを除き、一切の行政問題に関し、その意見に従うべきことを約する。統監の任命は、現に駐在し、又は将来任命されることのあるべきイギリス人知事に対する支配者の義務に影響することはない。」（4条）と規定したほか、イギリスが第三国と戦端を開いた場合に連邦に援助の義務があることや、現に支配者が享有する権力及び特権を条約が毀損しないことを規定している。
しかし、問題となったのは、支配者の地位の条約上の保証と、統監による政治上の統制の現実との衝突である。
統監による政治上の統制の現実にもかかわらず、常に、支配者は、イギリス人官吏の援助によってその藩を支配する独立の主権者であるという法的な擬制が行われたが、すでにパンコール条約その他支配者との条約が知事の政治上の統制の強化と解されたように、連邦条約は、連邦の中央集権化、さらには、各藩の抹殺の基礎として利用されることとなり、統監の指揮下に広範な中央行政が確立し、スルターンは、全くこれに参与しないか、又は参与するとしても言うに足りない程度にすぎなかったとされている。
スウェッテナムは、1896年7月1日、連邦の首都であるクアラルンプールで初代統監の就任式を挙行し、まもなく、法律顧問（Legal Adviser）、華民事務局長（Secretary for Chinese Affairs）、司法委員（Judicial Commissioner）、警務局長（Commissioner of Police）及び土木局長（Director of Public Works）並びにその部下が任命された。次いで、連邦の発展につれて、必要に応じ、他の部局が付加され、最終的に、総務局が設けられた。
なお、連邦の成立がもたらした一大革新と称すべきものは、各藩の支配者、参議会議員及び指導者を議員とし、高等弁務官を議長とする、会議の開催であった。この会議は、形式的には立法権を有しないが、連邦を強固なものとするにあたって力があり、かつ、各藩に共通する問題を自由に論ずべき中心を与えることとなった。その第1回会議は、連邦成立の1年後（1897年）、ペラの首都であるクアラ・カンサールにおいて開催され、第2回会議は、1903年、クアラルンプールにおいて開催された。第2回会議においては、連邦の統治にマレー人を参与させる件及び極端な中央集権を緩和する件が提議された。このようにして、早くも、極端な中央集権に対する反対論が、現実の姿をとって現れるに至っていた。
立法の問題についてみると、立法権は、連邦成立前は、名目的立法団体である参議会が創設されたにもかかわらず、形式的には支配者の手中にあって、参議会は、単なる諮問機関にとどまっており、実質的にはイギリス人知事の手中にあった。後の統監であるジョージ・マックスウェルは、連邦成立前の参議会の議事録を検討し、その権限が取るに足らないものである旨を主張した。しかも、連邦成立後、参議会の地位は、ますます脆弱化の一途をたどり、連邦条約が統監の権限に何らの制限も付加していないため、立法権は、実質上、統監の手中に移ることとなった。
そのため、1909年、この弊害を一掃するために開設された連邦議会（Federal Council）の冒頭、高等弁務官のジョン・アンダーソンが、当時の情勢を次のように語っている。すなわち、各藩参議会は、連邦成立の当時であっても、立法その他の問題に関するスルターンの諮問機関にすぎなかったが、連邦の成立は、純地方的な法律は別として、その他の法律は、連邦各藩に一様であることを容貌しているため、法律は、通常、統監と知事との談合、熟慮の後、法律顧問が起草して、高等弁務官に送付し、その承認を求め（時に、草案は、その意見を徴するため、植民者協会（Association of Planters）又は商業会議所（Chambers of Commerce）に送付される。）、さらに、参議会に提出するため、知事に送付されたのである。したがって、名目的であれ、立法団体である参議会に、修正を加えることなく可決し、もって法律とすべしとの命令を付して、出来あいの法律を送付するようなことは、全く遺憾なやり方であった。

## 統治機構

### 海峡植民地

#### 行政
海峡植民地の基本法は、1911年2月17日付け「海峡植民地総督兼総司令官の設置に関する大勅書」（Letters Patent constituting the Office of Governor and Commander-in-Chief. -Westminster, February 17, 1911.）及び1924年8月18日付け「海峡植民地総督に対する英国国王の訓令」（Instructions）によって規定されている。
海峡植民地の最高行政権は、総督（Governor）にあり、立法参議会（Legislative Council）及び行政参議会（Executive Council）が総督を補佐している。

##### 総督
総督は、イギリス国王が任命し（大勅書1条）、陸海軍の総司令官を兼ねる。総督は、海峡植民地における国王の代表者であると同時に、植民地の統治に関して国王に対して責任を負う最高の官吏であって、国王の大勅書、任命書、訓令（国務大臣を介する訓令を含む。）、勅令並びに海峡植民地に現に施行されつつある法律及び将来施行されることのあるべき法律に基づき、その権限を適正に行使し（大勅書3条）、立法参議会の協賛を経て、植民地の安寧、秩序の維持並びに善政に資する諸般の法律及び規則を制定し（大勅書8条）、さらに、国王の名において、国王に代わり、土地の下付その他の処分を行い（大勅書13条）、行政官及び司法官を任免し（大勅書14条、15条）、又はその職務の執行の停止を命じ（大勅書15条）、植民地裁判所において有罪の判決を受けた者を条件付き若しくは無条件で赦免し、又はその刑の宣告を取り消し、又はその執行を猶予し、罰金その他を免除する権限を有する（大勅書16条）。
総督の任期は、「勅旨のある期間」とされるが、通常は6年間であり、総督が欠員の場合又は総督が諸般の事情から長きにわたって職務を執行することができない場合には国王が任命する者、それが得られないときはシンガポールに駐在し行政参議会の上席官吏議員であって行政上の職務を遂行しうる者が、勅旨のある期間、統治を行う（大勅書17条）。なお、総督は、国王又は国務大臣の訓令に基づき、隣接地域を訪問し、又は一時短期間政庁所在地を離れる場合には、国王の訓令に従い、1名又は数名の代理者を任命することができる（大勅書18条）。ただし、代理者は、総督の与える訓令に従い、これを遵守することを要するだけではなく、代理者の任命は、総督が有する権限に影響を及ぼし、これを減縮し、又はこれを変更するものではない（大勅書18条）。
なお、立法参議会は、1920年法律第8号「総督の権限の委任に関する法律」（The Governor's Powers Delegation Ordinance）に基づき、総督が海峡植民地の法律に基づき有する権限を、将来、事務総長（Colonial Secretary）、事務次長（Under-Secretary）、ペナン理事官（Resident-Councillor）、マラッカ理事官、ラブアン知事（Resident）又は総督に代わる者（シンガポール）が行使すべき旨の決議をすることができる。ただし、この決議は、官報に公告することを要する。
総督が受けるべき俸給及び総督の官邸の供与に関しては、1900年法律第3号「総督法」（The Governor's Ordinance）がある。

##### 行政参議会
総督は、政務を遂行するにあたり、行政参議会に諮問するが、法制上は、行政参議会の決議の拘束を受けない。
行政参議会の組織は、1924年8月18日付け「海峡植民地総督に対する英国国王の訓令」に規定されており、議長たる総督のほか、職務上当然に議員となるマレー軍司令官（General Officer Commanding the Troops, Malaya）、事務総長、ペナン理事官、マラッカ理事官、検事総長（Attorney-General）、財務長官（Financial Secretary）、総督が指名する2名の官吏議員、華民事務局長（Secretary for Chinese Affairs）及び土木局長（Director of Public Works）並びに3名の非官吏議員をもって構成され（指名による官吏議員及び非官吏議員は、各3名を超えないことを要する。）、議員の指名には、いずれも国王の承認を要する。
総督は、国王の大勅書が与える権限の行使にあたっては、常に、行政参議会に諮問することを要し、議案提出権は、総督のみが有する。ただし、行政参議会に諮問するときはかえって公務に害があると認められる事項、諮問を要しない瑣事及び緊急事項については、この限りでないが、緊急処理事項に関しては、その措置及び理由を行政参議会に通報することを要する。
さらに、総督は、国王の大勅書が与える権限の行使にあたり、正当と認める場合には、行政参議会の決議に反して処置することができる。
なお、行政参議会の議員は、書面をもってある議案を会議に提出することを要請した場合に総督がこれを拒否し、又は総督が行政参議会の決議に反して行動した場合は、その提出書面、決議及び総督の回答を議事録に記載することを請求することができる。
行政参議会は、総督の権限によって適法に召集されたものでなければ、議事を進めることができず、総督は、海峡植民地のいずれの場所においても、自己の所在するところに行政参議会を召集することができる。行政参議会の議事は、これを議事録に収め、その謄本は、植民地大臣を経由して国王に提出される。
なお、立法参議会は、1920年法律第10号「行政参議会の権限の委任に関する法律」（The Executive Council's Delegation Ordinance）に基づき、海峡植民地の法律に基づき行政参議会における総督（Governor in Council）の有する権限を将来、事務総長、事務次長、ペナン理事官、マラッカ理事官、ラブアン知事又は総督に代わる者（シンガポール）が行使すべき旨の決議をすることができる。

##### 中央行政
シンガポールに海峡植民地政庁を置き、総督の下に、事務局長が次に掲げる部局を指揮・統轄し、その命令は、総督の命令と解される。
- 総務局
- 農務局
- 分析局
- 会計検査局
- 破産局
- 華民事務局
- 産業組合局
- 検屍局
- 排水灌漑局
- 教育局
- 相続税務局

- 消費税務局
- 水産局
- 林務局
- 狩猟局
- 公園局
- 地質調査局
- 法務局
- 移民局
- 労働局
- 土地局
- 海事局

- 船体検査局
- 医務局
- 警務局
- 郵便電信局
- 印刷局
- 土木局
- 統計局
- 測量局
- 財務局
- 博物館及び図書館

政庁の命令は、海峡植民地においても総務局を通じて発せられ、事務次長は、行政機関中における軸要部分であって、行政上の細目に関し、遺漏なき研究を遂げ、重要案件については、事務総長に対して意見を開陳し、政庁の命令が支障なく遂行されるよう適当な処置を執る。
なお、事務次長の権限については、法令上、何らの規定もないが、その発する命令は、政庁の保証を得て発せられているものと解される。

###### 警察
海峡植民地の警察制度は、1925年法律第9号「警察法」（The Police Force Ordinance）が規定しており、警察は、警視総監（Inspector-General）が指揮・統轄する。
各植民地は、それぞれの警察部長（Chief Police Officer）の管轄に属し、各警察部長は、自己の植民地の警察事務に関し、警視総監に直属し、その下に、官報をもって辞令が公示された警察官（Gazetted Officer）の主宰する分科及び警察署がある。シンガポールには、独立の3分科（特務部（Special Branch）、警察官練習所（Depot）、会計部（Financial Branch））がある。特務部は、一切の政治犯に対し海峡植民地全般に通じる捜査及び記録の中央機関である。警察官練習所は、各植民地に勤務すべき警察官を集め、訓練するが、所長（Commandant）は、シンガポール及びマラッカに勤務すべきマレー人、インド人及び中国人分遣隊の募集・訓練について、警視総監に直接責任を負い、ペナンにおいては警察部長が自ら選抜する。なお、各植民地の警察部長は、自己の指揮下に入るべき警察官を自ら募集する。
警視総監は、総督の命令（行政参議会における総督（Governor in Council）は「警察法」に抵触しない範囲において警察規則を制定することができる。）に従い、その監督を受けて、海峡植民地における最高警察権を行使し、総督の承認を得て上級警察官を任命し（罷免は総督）、ときに、警察部長の権限を行使し、義務を履行する。
警察部長は、総督が任命し、各植民地の警察事務を指揮・統轄し、巡査及び補助巡査の任免権を有する。
一切の警察官（補助巡査を含む。）は、任官前に、違警罪判官（Magistrate）又は治安判事（Justice of the Peace）の面前で宣誓し、口頭であるか書面であるかを問わず、又はその命令形式の如何を問わず、上級者の一切の適法な命令に服従することを要する。
警察官の職務は、次に掲げるとおりである。
- 治安の維持
- 犯罪の防止及び捜査
- 犯人、容疑者、現行犯の逮捕及び逮捕の援助
- 公の場所における行進及び集会の取締り
- 公道における交通の取締り及び公道上の障害物の除去
- 公の会合における秩序の維持
- 法律執行の援助
- 港湾における秩序維持の援助及び港湾規則執行の援助
- 召喚状及び勾引状等の執行

- 犯罪に関する情報の供与
- 遺失物及び無主物の保護並びに所有者の発見
- 逸走動物の管理
- 火災時における生命及び財産の保護の援助
- 官有物の保護
- 刑事裁判廷における秩序の維持
- 囚人の護送及び保護
- その他法律の規定する義務

下級警察官及び巡査に職務懈怠、綱紀紊乱、命令の無視又は不服従、酩酊、反抗、職権濫用等の所業があった場合、下級警察官は、休職、地位若しくは階級の引下げ又は最高1か月の罰俸の処分を受け、巡査は、留置、営倉、労役の賦課又は一時的特権剥奪の処分を受ける。ただし、下級警察官及び巡査は、これらの処分に対して、警視総監に不服申立てすることができる。警視総監は、上級警察官の処罰権を有する。
各植民地には予備警官隊があり、警察と並んでシンガポール及びペナンには刑事部（Crown Counsel）があり、下級の刑事裁判所の司法警察吏の職務を行う。

###### 教育
海峡植民地における教育は、英語、マレー語、中国語及びタミル語で行われており、学校には官立学校と私立学校があり、私立学校には補助金を受けるものと受けないものとがある。
10名以上の生徒を収容する一切の学校は、1926年法律第8号「学校及び教師の登録に関する法律」（Ther Registration of Schools Ordinance）に基づき、その場所、管理者、学校管理委員及び教師の登録を要する。
官立学校は、教育局長の管理下にある。1909年法律第16号「教育会議法」（The Education Board Ordinance）によって教育会議が設置され、（1）官立学校の授業料の金額を決定し、これを受領し、（2）政庁に教育予算を提出し、その実行を求め、（3）教育費の費途及び総督の諮問する教育関係事項について意見を開陳する権限を有する。教育会議は、職務上当然に議長となる教育局長、ペナン理事官、マラッカ理事官、財務官、総督が年々任命する2名の議員、立法会議の非官吏議員が年々選挙する2名の議員をもって構成され、法人として動産及び不動産を所有する。
マレー語を使用する初等教育は無料で行われ、1902年法律第2号「義務教育法」（School Attendance Ordinance）に基づき、マレー人児童には義務制となっている。
なお、海峡植民地政府は、若干の中国語を使用する学校及びタミル語を使用する学校に対して補助金を下付しており、英語を使用する私立学校は、全て補助金を受けている。
海峡植民地における実業教育については、シンガポールにあるラッフルス協会の夜学校及び官立の夜学航海学校において技術教育が実施されており、ラッフルス協会商業部（Commercial Department of Raffles Institution）、セントジョゼフ協会商業部（Commercial Department of St. Joseph's Institution）、官立ペナン商業学校、シンガポールの私立商業学校及びマラッカその他にある夜学商業学校において商業教育が実施されており、シンガポール、ペナン及びマラッカの職業学校（Trade School）において職業教育が実施されており、さらに、マラッカ園芸学校において農業教育が実施されている。なお、中国人のための園芸学校が、1938年にペナンのアイェル・イタム（Ayer Itam）に開設された。
海峡植民地における高等教育については、シンガポールにラッフルス専門学校（Raffles College）及びキング・エドワード7世医学専門学校（King Edward VII College of Medicine）がある。ラッフルス専門学校は、1938年法律第8号「ラッフルス専門学校に関する法律」（Ther Raffles College Ordinance）に基づき経営され、3年間の課程をもって各種の高等教育を実施している。キング・エドワード7世医学専門学校は、1905年法律第5号「キング・エドワード7世医学専門学校に関する法律」（The King Edward VII College of Medicine Ordinance）に基づき経営され、6年間の課程をもって医学教育を実施している。
なお、シンガポールには、少年犯罪者及び浮浪者のための矯正院があり、1890年法律第2号「矯正院及び授産学校に関する法律」（The Reformatory & Industrial Schools Ordinance）に基づき職業教育を実施している。

###### 財政
海峡植民地の予算は、植民地大臣の承認によって確定する。
歳入の主要財源は、港湾税、埠頭税、灯台税、免許料、酒税、調整アヘン専売収益、石油収入、たばこ税、裁判所その他の手数料、逓信収入、官有財産収入、利子、土地払下収益及び雑収入である。
歳入の保全に関しては、1932年法律第3号「歳入保全法」（The Public Revenue Protection Ordinance）があり、公債及び財務局証券の発行に関しても、2、3の法律が制定されている。

##### 地方行政
海峡植民地の地方行政は、シンガポールにおいては海峡植民地政庁が管掌し、ペナン及びマラッカにおいてはそれぞれ理事官の指揮・統轄下にある理事庁（Residency）が管掌している。理事庁の組織は、大体において、海峡植民地政庁の組織と同じである。ラブアン島に関しては、特に、1911年法律第3号「ラブアン法」（The Labuan Ordinance）が制定されて、特別規定が設けられているが、ラブアン知事が行政を管理している。すなわち、特に総督の指揮を受けることを要する事項を除き、一切の行政事務は、シンガポールにおいては事務総長、ペナン及びマラッカにおいては理事官が市長、郡長及び官房書記官の補佐を受けてこれを処理し、ラブアン島においては官房書記官の補佐を受けて知事（Resident）がこれを処理する。ただし、クリスマス島については、1900年法律第14号「クリスマス島に関する法律」（The Christmas Island Ordinance）が制定され、ココス諸島については、1903年法律第18号「ココス諸島に関する法律」（The Cocos Islands Ordinance）が制定され、海峡植民地法のある種の法が当該島嶼に適用されない旨を規定している。
各植民地は、市（シンガポール市、ペナン市、マラッカ市）及び郡に分かれており、市にあっては市政委員会（Municipality or Municipal Commission）が、郡にあっては郡政委員会（Rural Board）が行政事務を処理する。市政委員会及び郡政委員会の構成及び権限は、1913年法律第8号「自治市法」（The Municipal Ordinance）が規定しており、市政委員会及び郡政委員会の究極の監督権は、行政参議会における総督にあり、行政参議会における総督は、官報の公告をもってある地方に市制を布くことができる。
市政の首脳者である市政委員は、総督が任命し（その員数は、5名を下ることができない。）、そのうち1名が総督の任命によって委員長となり、市長の職務を管掌する。市政委員は、政庁又は市の有給職員ではないことを要し、英語の読み書きができない者、イギリスの陸海空軍の現役軍人、牧師等は、市政委員となることができない。市政委員は、年々その3分の1が交代するが、委員は、有罪の宣告、破産等によって、その身分を喪失する。総督は、いつでも市政委員の辞任に許可を与え、委員長は、欠員を生じたときは直ちに総督に報告し、総督はこれを補充する。市政委員は、職務の執行に入る前、違警罪判官の面前で宣言をすることを要する。
市政委員会は、自治市法に基づく法人であり、公共営造物を建設、維持及び管理する義務を負い、地方税徴収権を有し、財産を取得、所有し、訴訟の当事者となり、さらに、道路、埠頭、橋梁、堤道及び暗渠の建設、維持、改良、清掃及び撤水、建築物の取締り、障害物の除去、道路の命名及び戸数調査、公道及び公園の植樹、危険な場所及び建築物の管理並びに交通の取締り、公園の建設及び維持、公設市場及び屠殺場の建設、維持及び管理、水道及び公設浴場の建設、維持及び管理並びに電気及びガスの供給施設の建設又は買収、電車の架設又は買収、施療病院の設置、公共図書館の設置、俸給、寄付及び報償の支払等の目的のため財産を使用することができる。市政委員長は、市の予算案に基づく事業又は義務の履行のために必要な契約を締結することができる。市政委員会は、総督に市の予算案を提出し、市吏員の遵守すべき規則を制定し、市政執行のため市役所を設置する。
総督は、市政委員会に任務の懈怠があると認めるときは、適宜の処置をとりうる。
市政委員会は、市政処理のため、少なくとも毎月1回、市会を開催することを要し、市政委員長が市会の議長となる。市会には、通常会と特別会とがあるが、公開を原則とし、議事は過半数によって決定され、決議はこれを記録して公にする。
さらに、海峡植民地においては、市政委員会及び郡政委員会のほか、随時、非官吏を選任して委員会（Committee, Board）を組織させ、各種事項を評議し、政府の諮問に応じさせ、行政事務の輔翼にあてている。すなわち、中国人、ムスリム、ヒンドゥー教徒、シク教徒の各顧問会（Advisory Board）、教育委員会（Education Board）、港湾委員会（Harbour Board）、移民委員会（Immigration Committee）、免許状下付委員会（Licensing Board）、病院経営委員会（Hospital Management Committee）、学校管理委員会（School Management Committee）がこれにあたる。なお、このほかに、刑務所、矯正院、精神病院の非官吏巡視員（Unofficial Visitor）が存在する。

#### 立法
海峡植民地には、立法参議会があり（大勅書7条）、総督は、国王の大勅書が認める範囲において、立法参議会の補佐によって、立法権を行使する。なお、海峡植民地の法律は、「オーディナンス」（Ordinance）と称し、マレー連邦の法律は、「エンアクトメント」（Enactment）と称し、両者を区別している。
立法参議会の組織は、国王の大勅書及び訓令が規定しており、議長たる総督を除く13名の官吏議員及び同数の非官吏議員をもって構成され、官吏議員中2名は総督が指名し、他の11名は、職務上当然に議員となるべき者であって、マレー軍司令官、事務総長、ペナン理事官、マラッカ理事官、検事総長、財政長官、華民事務局長、土木局長、教育局長（Director of Education）、医務局長（Director of Medical Services）、土地局長（Commissioner of Lands）である。13名の非官吏議員中11名は総督が指名し（欧州人代表5名（うち、シンガポール3名、ペナン1名、マラッカ1名）、華人代表3名（シンガポール、ペナン、マラッカから各1名）、マレー人、インド人、欧亜混血人の代表が各1名。）他の2名は、シンガポール及びペナンの商業会議所が推薦する者である。議員の指名は、いずれも国王の承認を要する。
立法参議会の立法事項は、大勅書8条が規定しており、1911年の大勅書その他の国王の大勅書及び訓令の規定するところに従い、海峡植民地内の安寧及び秩序の維持並びに善政に資する一切の法律及び規則を制定し、裁判所の構成を明らかにし、訴訟並びに歳入及び歳出に関する規定を設ける点にある。
立法参議会を通過した法律案は、総督承認を求めるため、総督に提出され、総督は、その判断により、又は国王若しくは国務大臣の訓令に基づき、これを承認し、拒否し、又は留保して勅旨を待つ（大勅書10条）。総督が承認した法律案は、その証として、総督が署名し、又はその権限によって、官報をもってこれを公布しなければ、効力を生じない（大勅書10条）。
総督が勅旨を待つために承認を留保した法律案は、国王が勅令によって、又は国務大臣を介して裁可すると同時に、効力を生じ、総督は、その法律案を公布し、国王の同意を立法参議会に通報し、又はその同意があった旨を公告することを要するが、その通報及び公告は、法律案が議長に提出された時から2年以内でなければならない（大勅書11条）。
国王は、立法参議会が制定した海峡植民地法の否認権を留保しており、その否認は、総督が公告した時から効力を生ずる（大勅書9条）。
なお、次に掲げる法律の制定に際しては、必ず国王の裁可を要するが、国務大臣から訓令があった場合はもちろん、国王から指令があるまでその施行を停止する法律案及び政府が緊急に施行することを要すると認めた法律案に対しては、総督は、自己の裁量によって、臨機に同意を与えることができる。しかしながら、当該法律案は、イギリス本国の法律及び条約に抵触することができないことはもちろんのことである。
- 離婚に関する法律
- 総督自身に対する土地又は金銭の付与に関する法律
- 海峡植民地の貨幣及び海峡植民地における銀行券発行に関する法律
- 銀行の創設に関する法律並びに銀行の組織、権利及び特権に修正、変更をきたす法律
- 差別的輸入税の賦課に関する法律
- 陸海空軍の訓練又は指揮に干渉する法律
- イギリスの国威、海峡植民地に居住しないイギリス臣民の権利及び財産並びにイギリス及びその属領の通商に有害な結果を生ずるおそれのある法律
- 欧州系ではない人民に欧州人が受けない制限又は拘束を加えるおそれのある法律
- かつて国王が裁可しなかった規定を含む法律

立法参議会は、2か月に1回開催され、その召集及び閉会は、議長たる総督の権限に属し、期日は前会議において定め、予め期日の定めがないときは、立法参議会書記が議員に通知する。ただし、緊急を要するときは、この手続を省略することができる。議長たる総督が不在のときは、総督が命ずる代理者又は出席議員中の首席議員が議長の職務を代行する。立法参議会の議事は、1925年6月1日付け議事規則（1932年4月4日の決議によって改正）に基づき進められ、政庁内会議室において行われ、公開とし、過半数によって決定され、可否同数のときは議長が決定する。法律案は、総督及び議員が提出することができるが、財政に関する法律案は、総督の許可がなければ非官吏議員は提出することができない。法律案は、原則として、3読会を経て決議される。立法参議会の議事は、全て議事録に収め、毎会議後、その謄本を国務大臣を経由して国王に提出することを要する。

#### 司法
海峡植民地の裁判所の構成及び管轄は、1935年法律第1号「裁判所構成法」（The Courts Ordinance）、1910年法律第10号「刑事訴訟法」（The Criminal Procedure Code）、1931年法律第5号「刑事控訴裁判所法」（The Court of Criminal Appeal Ordinance）等が規定しており、裁判所構成法は、民事法及び刑事法の執行のため、次の裁判所を規定している。
- 最高裁判所（Supreme Court）
- 地方裁判所（District Court）
- 警察裁判所（Police Court）
- 検屍廷（Coroners' Court）

海峡植民地における裁判は、二審制を原則としており、これらの裁判に対する上告は、イギリス本国の枢密院の司法委員会（Judicial Committee of the Privy Council）に対してなされる。そして、刑事訴訟（原則として公開）が刑事訴訟法に基づき行われるのに対し、民事訴訟は裁判所構成法に基づき制定された「裁判所規則」に基づき行われる。
なお、「裁判所構成法」は、治安判事の任免を総督の権限としているが、治安判事は裁判所を構成せず、事件審理の権限を有しない。
また、海峡植民地には、「仲裁法」（The Arbitration Ordinance）及び「出訴期間の制限に関する法律」（The Limitation Ordinance）が施行され、「仲裁法」は高等法院に係属する訴訟の仲裁に関して規定を設け、「出訴期間の制限に関する法律」は訴えの提起に一定の期間を規定している。

##### 最高裁判所
最高裁判所は、同時に記録裁判所（Court of Record）であって、シンガポールにあり、イギリス国王が任命した海峡植民地首席判事（Chief Justice）及び3名以上の判事をもって構成され、首席判事は、最高裁判所所長である。最高裁判所判事は、マレー連邦及びジョホールの法律によって、職務上当然に、両者の判事である。
最高裁判所は、高等法院（High Court）及び控訴院（Court of Appeal）の2部に分かれ、高等法院は、民事及び刑事の第一審並びに控訴審を審理し、控訴院は、高等法院における民事第一審判決に対する控訴を審理する。両者ともに、イギリス本国の高等法院及び控訴院が有する法廷侮辱罪の処罰権及び審理の公開を禁止する権限を有する。
高等法院に対する公訴の提起は、検事、すなわち、検事総長（Attorney-General）若しくは検事次長（Solicitor-General）又は検事に代わる弁護士によって行われる。
最高裁判所の判決は、法律が認める一切の判決を含み、控訴院及び刑事控訴裁判所の判決に対する上告は、イギリス本国の枢密院の司法委員会に提起され、この上告は、終局判決に対するものと中間判決に対するものとを含む。
最高裁判所の職員には、判事のほか、4名の登記官（Registrar）（シンガポール、ペナン、マラッカ、ラブアンに駐在し、その任用には、ラブアン駐在のものを除くほか、一定の資格要件がある。登記官は、同時に、執行官（Sheriff）でもある。）、登記官代理（Deputy Registrar）、書記（Clerk）、通事（Interpreter）、会計主務官（Accountant-General）、執行吏（Bailiff）及び執達吏（Process-Server）がある。

###### 高等法院
高等法院の民事第一審は、単独の判事が審理し、その事物管轄は、次に掲げるとおりである。
- かつてイギリス本国の大法官裁判所（英語版）（Court of Chancery）の事物管轄に属したもの
- かつてイギリス本国の王座裁判所（英語版）（Court of King's/Queen's Bench）の事物管轄に属したもの
- かつてイギリス本国の人民訴訟裁判所（英語版）（Court of Common Pleas）の事物管轄に属したもの
- かつてイギリス本国の財務裁判所（英語版）（Court of Exchequer）の事物管轄に属したもの
- 1890年に制定された「植民地海事裁判所法」（The Colonial Courts of Admiralty Act）上の事物管轄
- 「離婚法」（The Divorce Ordinance）上の事物管轄
- 破産及び株式会社に関する現行成文法上の事物管轄
- イギリス本国の成定法、勅令、勅許状、大勅書、成文法規が現在及び将来において認める事物管轄

また、高等法院は、後見人及び保護者の任命及び監督をし、債務履行の令状を発し、遺言を検証し、土地の売買及び抵当権の設定を命じ、訴訟参加による救済を付与し、財産の一時保管を命じ、利子の支払を命じ、期間の伸張及び廃止を行う。
高等法院の刑事第一審は、巡回裁判所（Assize）を採用し、巡回裁判所は、シンガポール（1年に6回以上開廷）、ペナン及びマラッカ（いずれも1年に4回以上開廷）において開廷され、その期日は、最高裁判所所長が官報に公告し、必要と認めるときは、総督の指示に従い、特別に開廷を命ずることができる。そして、巡回裁判は、単独の判事をもって構成され、7名の陪審員（陪審に関する規定は、刑事訴訟法第21章に規定されている。なお、陪審には、普通陪審と特別陪審の区別がある。）が列席する。
高等法院の刑事第一審の事物管轄は、次に掲げるとおりである。
- イギリス本国の高等法院の事物管轄
- 1849年に制定された「植民地海事犯罪法」（The Admiralty Offence (Colonial) Act）上の事物管轄
- 1878年に制定された「領海における犯罪の管轄権に関する法律」（The Territorial Waters Jurisdiction Act）上の事物管轄
- 1874年に制定された「海峡植民地犯罪法」（The Straits Settlements Offences Act）上の事物管轄
- 1894年に制定された「船舶法」（The Merchant Shipping Act）上の事物管轄
- イギリス本国の成定法、勅令、勅許状、大勅書、成文法規が現在及び将来において認める事物管轄

なお、高等法院は、下級裁判所の刑事の事物管轄に属するもの、ブルネイにおける犯罪であって行政参議会における総督が高等法院に管轄を認めたもの及び海峡植民地における犯罪であって高等法院によってのみ審理されるべきものを管轄する。
高等法院の民事控訴審は、地方裁判所の判決に対する控訴、地方裁判所の審理を請求する訴え及びブルネイの民事裁判所の判決に対する控訴を審理し、単独の判事がこれにあたる。
高等法院の刑事控訴審は、地方裁判所又は警察裁判所の判決に対する控訴、地方裁判所又は警察裁判所が留保した法律問題及びブルネイの刑事裁判所の判決に対する控訴を審理し、刑事控訴裁判所（同時に、高等記録裁判所（Superior Court of Record））がこれにあたる。前二者の審理に際しては、1名又はそれ以上の判事（最高裁判所判事）が出席し、時に応じ、最高裁判所所長が指定する場所で開廷され、陪審制をとる。

###### 控訴院
控訴院は、高等法院の民事第一審判決に対する控訴及びブルネイの民事裁判所の判決に対する控訴を審理し、3名以上の判事がこれにあたるが、第一審判決に関与した判事は除斥され、判決は多数決による。
控訴院は、シンガポール及びペナンにおいて、1年に2回以上開廷され、その場所及び期日は、最高裁判所所長が官報をもって公告する。
なお、最高裁判所所長は、総督の指示に従い、開廷を省略することができる。

##### 地方裁判所
地方裁判所は、単独の判事によって統裁される。単独の判事は、地方判事（District Judge）又は地方判事補（Assistant District Judge）である。地方裁判所の設置は、総督の権限に属する。マラッカ及びラブアンに1つずつ存在しており、それぞれ、民事事件及び刑事事件を審理する。シンガポール及びペナンには2つずつ存在しており、1つは民事事件を、他の1つは刑事事件を審理する。ペナンの地方判事は、同時に、ウェンズレーの地方判事であって、地方判事の任命には、一定の資格要件がある。
地方裁判所の民事の事物管轄は、地方判事が統裁するときは請求の内容が500ドル以下の事件（ただし、当事者間で管轄合意があるときは、この限りではないが、不動産回復の訴えは、500ドル以下であっても受理することができない。）であり、地方判事補が統裁するときは請求の内容が100ドル以下の事件である。
地方裁判所が刑事裁判権を行使するときは、地方判事が統裁することを要し、その事物管轄（軽罪のみ）は、刑事訴訟法の規定による。地方裁判所に対する公訴の提起は、検事、すなわち、検事総長若しくは検事次長又は検事又はその代理者が権限を付与した弁護士、官吏その他の者によって行われる。地方裁判所は、時に、即決にて判決を下す（刑事訴訟法第19章）。地方裁判所の判決は、2年以下の懲役、1000ドル以下の罰金、24打以下の笞刑及びこれらの併科である。

##### 警察裁判所
警察裁判所は、総督が任命する2名又は3名の違警罪判官（職務上当然に治安判事となる）をもって構成され、民事においては請求の内容が50ドル以下の訴え、刑事（警察裁判所に対する公訴の提起は、地方裁判所と同じ。）においては微罪のみを審理し、時に、即決にて判決を下す（刑事訴訟法第19章）。
警察裁判所の数は、各植民地によって異なり、その設置は、総督の権限に属する。警察裁判所の権限は、刑事訴訟法に規定されているが、他の法律によって若干の付加的権限を有する。
警察裁判所における刑事訴訟の開始に関しては、刑事訴訟法第15章及び第16章に規定されており、その判決は、6か月以下の懲役、100ドル以下の罰金、24打以下の笞刑及びこれらの併科である。

##### 検屍廷
総督は、各植民地に、1名又はそれ以上の検屍官（Coroner）を任命することができる。検屍廷は、一植民地全体又はその一部を管轄し、その職務及び権限は、刑事訴訟法に規定されており、変死者の検屍に関する事項を処理し、検屍官を長として、違警罪判官、医官、地方官等をもって構成される。

##### 刑務所
海峡植民地の刑務所は、シンガポールに2か所（チャンギ（Changi）とアウトラム路（Outram Road）に各1か所）、ペナン、マラッカ、ラブアン及びクリスマス島に各1か所あり、刑務所の設置、廃止等は、「監獄法」（The Prisons Ordinance）に基づき、総督の権限に属する。
総督は、海峡植民地刑務所長官（Inspector）を任命し、長官は、総督の命に従い、刑務所の管理、経営並びに刑務所官吏の監督及び指揮にあたり、時に、各刑務所を巡視し、さらに、必要があれば、刑務所長（Superintendent）の職権を執行しうる。また、長官は、刑務所規則（Prisons Standing Orders）を制定することができるが、その規則は、監獄法及び監獄法に基づき発せられる命令に抵触することができない。
各刑務所の経営は、総督が任命する刑務所長（任免は、植民地文官規則による。）の権限に属し、さらに、総督は、必要な男女の刑務所官吏（看守は総督の許可を得て所長が任命するが、罷免は総督が行う。）を任命する。所長及び刑務所官吏は、巡査が有する一切の権限を有する。
医務局長は、事情の許す限り、医務局員を刑務所医官に任命することを要し、事情が許さないときは、総督が登録医師をもってこれに充てる。
受刑者に対する労役については、短期受刑者は雑役に従事させ、長期受刑者は印刷、製本、裁縫、木工、選択、機織等に従事させる。

## 錫鉱床
錫は1870年代に急工業化した欧州でおよそ枯渇してしまっていた。それ以前から、後に華僑となる苦力を集約した中国系の鉱山所有者が、マレーで地元農民を駆使しながら錫を採掘していた。イギリスは1874年からマレー西部の各地に駐在官を設置したが、当分は中国人事業が採掘を担った。錫の生産量は1871年に6000トンであったが、1895年には5万トンに膨れた。
錫は、古来から合金にする使い方もあったが、1870年代以降に増えた利用法というのは缶のメッキである。1895年以降、錫の消費は電気メッキという技術革新によって増加の勢いが徐々に緩やかとなった。しかし、需要が減るなどということは決してなかった。
そしてイギリス人と中国人は順に精錬と採掘において技術を競うようになった。イギリス人は株式会社をつくって技術革新に膨大な資本を投下できたのに対し、中国人は頑なに個人経営を続けたので、採掘の容易な鉱床が掘りつくされるに伴い、湿地からもゴールドラッシュで性能実証済みの浚渫機で深く掘れるヨーロッパ資本が徐々に台頭した。一方で労働条件と環境保護の両面から法規制が進み、これもヨーロッパ資本へ有利に働いた。やがて世界恐慌で中国人企業は次々に倒れた。
錫は価格を吊り上げても、缶などのメッキされた製品は値上げ幅が知れている。1931年、マラヤ政府は生産を制限するためにオランダ領東インド、ボリビア、ナイジェリアとカルテルを結んだ。

## 日本軍政期
マラヤは1942年から1945年まで日本の占領下にあり、シンガポールは昭南島と改称された。日本の軍政下では当初、統治者である日本軍と被統治者である現地住民の間に意思疎通に困難が生じた。日本はこのころシャムの協力に報いてケダ州を譲渡した。日本のポツダム宣言受諾後、マラヤとシンガポールはイギリス軍政下におかれた。